# Entéroglucagon
L'entéroglucagon est une hormone peptidique dérivée du préproglucagon. C'est une hormone gastro-intestinale sécrétée par les cellules muqueuses principalement du côlon et de l'iléon terminal et comportant 37 acides aminés. L'entéroglucagon est libéré lorsque les graisses et le glucose sont présents dans l'intestin grêle, dont il diminue la motilité pour laisser suffisamment de temps pour l'absorption grêle de ces nutriments.

## Voir également
- Proglucagon